# Ränneslöv
Ränneslöv is een dorp in de gemeente Laholm in de provincie Halland, Zweden. Het dorp heeft een inwoneraantal van 425 en een oppervlakte van 70 hectare.

## Verkeer en vervoer
Bij de plaats loopt de Riksväg 24.

## Geboren
- Karl-Johan Johnsson (1990), voetbaldoelman

Ala · Allarp · Edenberga · Genevad · Hasslöv · Hishult · Knäred · Laholm · Lilla Tjärby · Mellbystrand · Ränneslöv · Skottorp · Skummeslövsstrand · Vallberga · Våxtorp · Veinge · Ysby